# Luísa Canziani
Luísa  Canziani dos Santos Silveira (Londrina, 11 de abril de 1996) é uma advogada e política brasileira, filiada ao Partido Social Democrático (PSD). Atualmente, é deputada federal reeleita pelo Paraná.
Nascida em Londrina, é filha do ex-deputado Alex Canziani. Formou-se  em 2019 bacharel em Direito pela Pontifícia Universidade Católica do Paraná (PUCPR), campus de Londrina e fez mestrado em Administração.
Em sua primeira disputa eleitoral, aos 22 anos, foi eleita com 90 mil votos deputada federal, tornando-se a congressista mais jovem do Brasil.  Na Câmara dos Deputados integra, entre outras, a Comissão de Defesa dos Direitos da Mulher; e a Comissão de Educação. Venceu a categoria especial "Defesa da Educação" do Prêmio Congresso em Foco 2020, segundo escolha do júri especializado.